# Vilijam de Mil
Vilijam de Mil je znamenita ličnost američke pozorišne i filmske scene.Pisao je pozorišne komade i režirao neme filmove. Istakao se i u eri nemog filma, a posebno kao filmski stvaralac koji je neme filmove stvarao adaptirajući komade sa Brodveja. Rođeni je brat Sesila de Mila.

## Biografija
Rođen je u Vašingtonu, 1878. godine. Porodica de Mil, posebno je zanimljiva jer se u njoj negovala ljubav prema pisanju pozorišnih komada i scenarija, kao i prema radu na filmovima. Njegov otac Čerčil de Mil, bio je dramski pisac, dok je pak, njegov mlađi brat, Sesil B. Demil, bio čuveni filmski reditelj i producent, utemeljivač holivudske produkcije i jedan od najuspešnijih reditelja i producenata u holivudskoj istoriji. Vilijam de Mil, po majci poreklo vodi od sefardskih Jevreja. Njegova porodica je 90-ih godina 19. veka živela u Njujorku, u stanu preko puta stana u kome je živeo poznati pozorišni reditelj i producent David Belasko, s kojim je otac Vilijama de Mila uspešno sarađivao. Jedno vreme, Vilijam de Mil, pohađao je školu koju je osnovala i vodila njegova majla Matilda Beatris Samjuel de Mil. U leto 1895. godine, Vilijam de Mil, zajedno sa svojom majkom odlazi u Evropu, tačnije u Frajburg, gde je na studijama proveo godinu dana. Po povratku u Ameriku, de Mil se upisuje na Kolumbija Univerzitet. Godine 1900. stiče diplomu na ovom fakultetu, da bi godinu dana kasnije, stekao i diplomu na Američkoj akademiji dramskih umetnosti, gde je kratko i predavao. Vilijam de Mil, svoju karijeru glumca, dramskog pisca i reditelja, započeo je 1901. godine. Tada je napisao i producirao svoj dramski skeč „Pomešani parovi”. U predstavi je pored njega, igrao i njegov brat Sesil de Mil. Iste godine, napisao je i producirao predstavu za decu „Šumski prsten” koja je izvedena u Njujorku, a u kojoj je takođe uzeo učešće i kao glumac. Do 1913. godine, de Mil je napisao nekoliko dramskih tekstova, skečeva i nekoliko članaka za časopise. Među njegovim najpoznatijim dramama su: „Snažno srce” (1905), „Školski drugovi” (1908), „Odgajivačnica zečeva u Virdžiniji”. Među njegovim najpoznatijim vodviljima su: „U 1909. godini”, „Hrana”, „Siroti mali Džim”, „Prokazivač”, „Mučenici”, „Obmanjivači”.
Godine 1914. de Mill je zajedno sa svojim bratom Sesilom, otišao na Zapadnu obalu kako bi se posvetio pravljenju filmova. Tokom svog radnog veka, Vilijam de Mil je radio na oko 60 filmova, što kao scenarista, što kao reditelj i producent. Kasnih 20–tih godina 20. veka, bio je predsednik Američke filmske akademije. Zanimljivo je da je Vilijam de Mil, bio domaćin prve dodele Oskara 1929. godine. Osim za svet pozorišta i filma, de Mil bio se interesovao za politiku i sport. U društvenim i intelektualnim krugovima je zbog svojih političkih shvatanja, smatran radikalom.
Prvi put se oženio 1902. godine i to Anom Džordž, da bi se potom ponovo oženio 1926. godine Klarom Berendžer koja je bila poznati pisac i lektor. Njegova ćerka Agnes opisala ga je u svojoj knjizi “Dance to the Piper”.
Poslednje godine života, de Mil je proveo na čelu odseka za dramu koji je sam osnovao na Univerzitetu Južna Kalifornija. Umro je 1955. godine, u svojoj kući u Kaliforniji (Playa del rey) i sahranjen u porodičnoj grobnici na holivudskom groblju.

## Pozorišni komadi
- „Pomešani parovi”
- „Šumski prsten”
- „Snažno srce” (1905)
- „Školski drugovi” (1908)
- „Odgajivačnica zečeva u Virdžiniji”.
- „Hrana” (1909)
- „Siroti mali Džim” (1909)
- „Prokazivač” (1909)
- „Mučenici” (1909)
- „Obmanjivači” (1909)

## Filmovi
- “Šta svaka žena zna,”
- “Kregova žena,”
- “Doktorova tajna,”
- “Klovn”

## Spoljašnje veze
- Vilijam de Mil: „Obmanjivači”[мртва веза]
- William de Mille